# 996년

## 연호
- 북송(北宋) 지도(至道) 2년
- 요(遼) 통화(統和) 14년
- 일본(日本) 조토쿠(長徳) 2년
- 전 레 왕조(前黎朝) 응티엔(應天) 3년

## 기년
- 북송(北宋) 태종(太宗) 21년
- 요(遼) 성종(聖宗) 15년
- 고려(高麗) 성종(成宗) 15년
- 전 레 왕조(前黎朝) 대행제(大行帝) 17년

## 사망
- 고려의 추존왕 안종(安宗)
- 대요(大遼)의 무신(武臣) 소손녕(蕭遜寧)